# Squadrisme

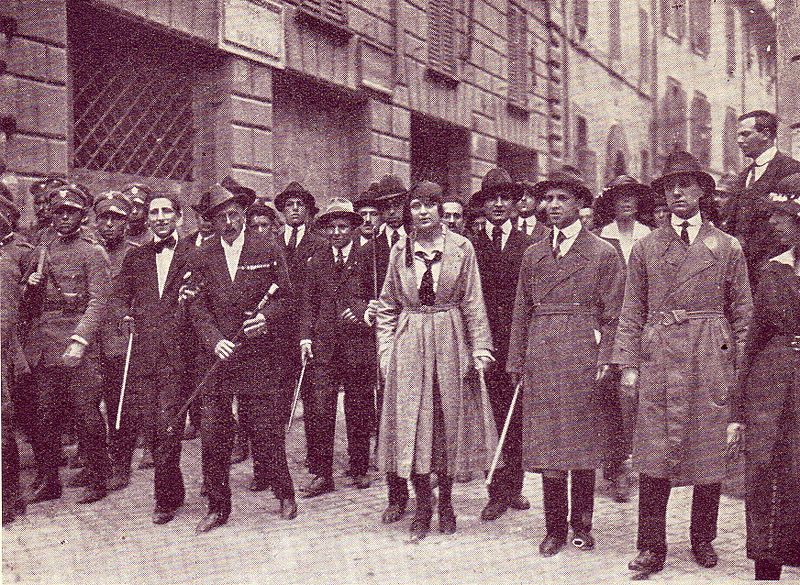
Une manifestation squadriste à Rome dans les années 1920.

Drapeau fasciste italien au début des années 1920.

« Squadrisme » est le terme par lequel on désigne les forces paramilitaires luttant par la violence contre les mouvements sociaux suscités par les socialistes et les communistes après la Première Guerre mondiale en Italie. Nées avant le fascisme italien, elles en sont devenues une forme de bras armé. Ces mouvements paramilitaires furent dirigés par les chefs locaux (les ras, du nom des chefs éthiopiens) des Faisceaux italiens de combat.

## Origine
Avant même la montée du mouvement fasciste, il existait des regroupements, plus ou moins spontanés, de militants qui, au travers de l'usage de la violence, réagissaient aux actions des mouvements de gauche. Ces mouvements étaient composés de squadre d'azione (littéralement : « escouades d'action ») d'où le nom de squadrismo, appelé aussi squadracce, qui constituaient le bras armé du mouvement fasciste, agissant en dehors de toute légalité.
Le premier squadrisme s'inscrit dans la tradition de formation d'une élite combattante qui était celle des faisceaux d'action révolutionnaire et fut un phénomène citadin. Mais apparut également un squadrisme agraire orienté vers la répression des grèves d'ouvriers agricoles. Les propriétaires recrutèrent d'anciens combattants inoccupés, lesquels ne tardèrent pas à rejoindre les faisceaux italiens de combat. Mais ces squadristes des petites agglomérations n'étaient pas tous contrôlés par le mouvement mussolinien et se tinrent parfois longtemps à l'écart de celui-ci. Décentralisé, le mouvement s'est rapidement étendu, sans que Mussolini ne le contrôle véritablement, à toute l'Italie, le « fascisme agraire » du nord atteignant les villes et le sud.
Le mouvement squadriste naquit au début de l'été 1920, timidement d'abord puis avec une intensité croissante au fur et à mesure que se développaient les effectifs des faisceaux italiens de combat et que se renforçait l'appui logistique et financier fourni à ces derniers par les possédants et les représentants de l'appareil d'État désireux de réprimer toute tentative de révolution communiste. Il commença en Vénétie où la « lutte contre le bolchevisme » servit de prétexte à l'écrasement des socialistes et des minorités slaves. Il se poursuivit avec des affrontements armés contre le mouvement paysan des braccianti (les travailleurs sans terre), en 1920. Il prit ensuite sa pleine puissance avec les actions sanglantes menées dans les zones urbaines contre les socialistes et anarchistes, tenus pour responsables du climat d'agitation sociale du mouvement ouvrier qui a culminé lors du biennio rosso.

## Contribution du squadrisme au régime fasciste
Indépendamment de la répression de ses opposants, le squadrisme contribua à la mise en place du régime fasciste à trois niveaux : indirectement par la création du parti fasciste et des syndicats fascistes, directement par la pression exercée sur Mussolini pour qu'il mette en place une dictature.
- Lors de la montée du fascisme, et en particulier après les élections de mai 1921, les ras locaux (Farinacci à Crémone, Grandi à Bologne, Balbo à Ferrare, Bottai à Rome, etc.) se sont ouvertement opposés à la tactique parlementaire adoptée par Mussolini, concrétisée par le « pacte de pacification » d'août 1921. Ils contraignirent Mussolini qui était tenté par le jeu parlementaire à durcir sa position et jouèrent un rôle dans l'établissement de la dictature.
- Partout où les squadristes détruisaient une bourse du travail ou une organisation syndicale, fut mis en place à partir de juin 1921 un syndicat fasciste sous la houlette d'Italo Balbo et des anciens socialistes Dino Grandi et Edmondo Rossoni ; ce dernier définit le syndicalisme fasciste comme un syndicalisme national, renonçant à la lutte des classes et admettant en son sein des « producteurs » venus de toutes les couches de la société[4]. Ces idées étaient celles qu'avait défendues Mussolini mais les squadristes lui imposèrent de les reprendre à son compte car il souhaitait travailler avec la Confédération générale italienne du travail[4].
- Désapprouvant les menées des squadristes qu'il ne contrôlait pas, Benito Mussolini conçut alors la nécessité de créer un parti discipliné doté d'un programme précis et capable de contrôler le mouvement squadriste[5]. Le parti fut créé en novembre 1921 et Mussolini finit par recentrer sur lui l'attention publique et réduire le pouvoir des squadristes qui étaient en train de prendre la main.

## Expéditions punitives
Les « expéditions punitives » contre les adversaires du parti fasciste sont régulièrement organisées avec l'utilisation dans le « meilleur des cas » de la matraque et de l'huile de ricin qui avaient pour effet d'éliminer l'opposant pour quelques jours en plus de l'humiliation ainsi infligée, certaines expéditions furent des actes criminels destinés à éliminer physiquement l'opposant politique,. Dans ce cas, lors de leurs expéditions, de l'essence pouvait être ajoutée à l'huile pour que l'humiliation soit mortelle.
| Période               | Forces de l'ordre | Forces de l'ordre | Socialistes | Socialistes | Fascistes | Fascistes |
| Période               | Morts             | Blessés           | Morts       | Blessés     | Morts     | Blessés   |
| --------------------- | ----------------- | ----------------- | ----------- | ----------- | --------- | --------- |
| 1920                  | 51                | 437               | 172         | 578         | 4         | 57        |
| De janvier à mai 1921 | 21                | 53                | 48          | 149         | 35        | 146       |

## Après la marche sur Rome
Mussolini, pour calmer et contrôler la situation, a institué en janvier 1923 la (MVSN) la Milice volontaire de sécurité Nationale, un instrument pour canaliser les squadres d’actions et discipliner le phénomène du squadrismo. Dans le même temps, il déclare que « quiconque touche à la milice recevra du plomb » et en effet la violence continue de manière ciblée, comme en témoigne le fait que, «près de Ferrare, des squadristi d'Italo Balbo tuent don Giovanni Minzoni. La dénonciation de l'usage de la force pendant les élections de 1924, prononcée par Giacomo Matteotti le 30 mai 1924 à Montecitorio, marque l'incurable diversité politique, philosophique, morale et on dirait presque anthropologique de Matteotti et de Mussolini et condamne le premier comme l'obstacle irréductible à la conquête du second du pouvoir absolu.
La théorie classique du squadrisme, exprimée par le slogan « Des coups, des coups et encore des coups, des coups en quantité », peut à l’occasion devenir une très bonne théorie coloniale. Même en Libye, à la fin, aux actions squadristes, visant en particulier les journaux d’opposition et la Chambre du Travail de Tripoli, succède la réorganisation du Parti dans le sens de sa « normalisation ». La concentration des pouvoirs implique plus rapidement qu’en métropole un tel processus.